# فهرست فرودگاه‌های جزایر کوچک حاشیه‌ای ایالات متحده آمریکا
این مقاله شامل فهرست فرودگاه‌های جزایر کوچک حاشیه‌ای ایالات متحده  در اقیانوسیه است.
برای دیدن فهرست بر پایهٔ کد فرودگاهی ایکائو، فهرست فرودگاه‌ها بر پایه کد ایکائو: P را ببینید.
| مکان                 | ایکائو        | یاتا          | نام فرودگاه                                       |
| همهٔ فرودگاه‌ها        | همهٔ فرودگاه‌ها | همهٔ فرودگاه‌ها | همهٔ فرودگاه‌ها                                     |
| -------------------- | ------------- | ------------- | ------------------------------------------------- |
| جزیره جانستون        | PJON          | JON           | فرودگاه جزیره جانستون (فقط برای پروازهای اضطراری) |
| جزیره مرجانی میدوی   | PMDY          | MDY           | فرودگاه صحرایی هندرسون (همگانی، اضطراری)          |
| جزیره مرجانی پالمیرا | PLPA          | -             | فرودگاه پالمیرا (کوپر) (FAA P16) (خصوصی)          |
| جزیره ویک            | PWAK          | AWK           | فرودگاه ویک آیلند (نظامی، اضطراری)                |